# Szathmáry Gyöngyi
Szathmáry Gyöngyi (Szatmárnémeti, 1940. február 13. – 2023. december 26.) Munkácsy-díjas szobrászművész, Vígh Tamás szobrász felesége.

## Életpályája
1947-ben került Nyíregyházára. A budapesti Művészeti Gimnáziumban érettségizett. 1958–1963 között Magyar Képzőművészeti Főiskola hallgatója volt. A Szegedi Tanárképző Főiskola rajz- és művészettörténet tanszékének oktatójaként kezdte a pályáját; 1997-ig itt is tanított docensként, majd címzetes főiskolai tanár lett. 1988-ig a szegedi Juhász Gyula Tanárképző Főiskola rajz- és művészettörténet tanszékének docense volt. 1997-től Budapesten élt.
Mestere: Mikus Sándor.

## Kiállítások

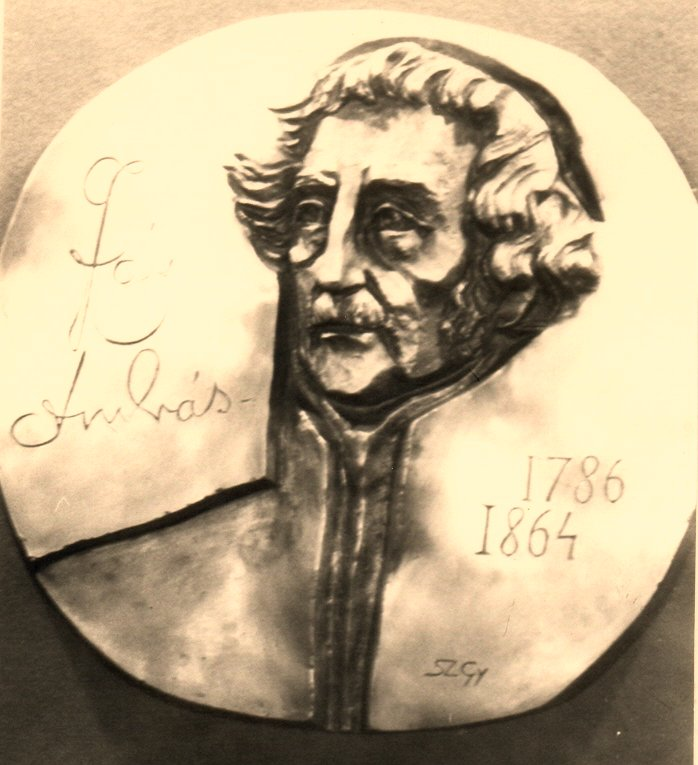
Fáy András, dombormű 1988, Szeged

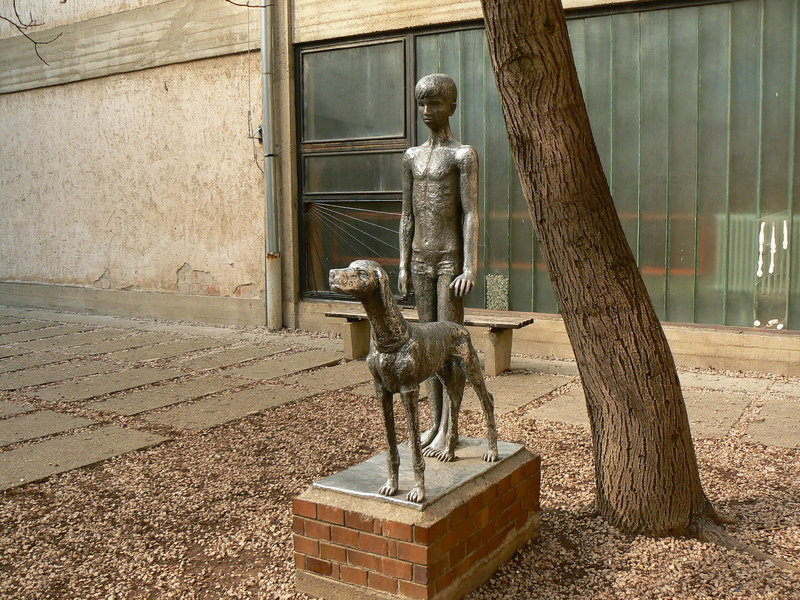
Fiú kutyával, Szeged, 1965

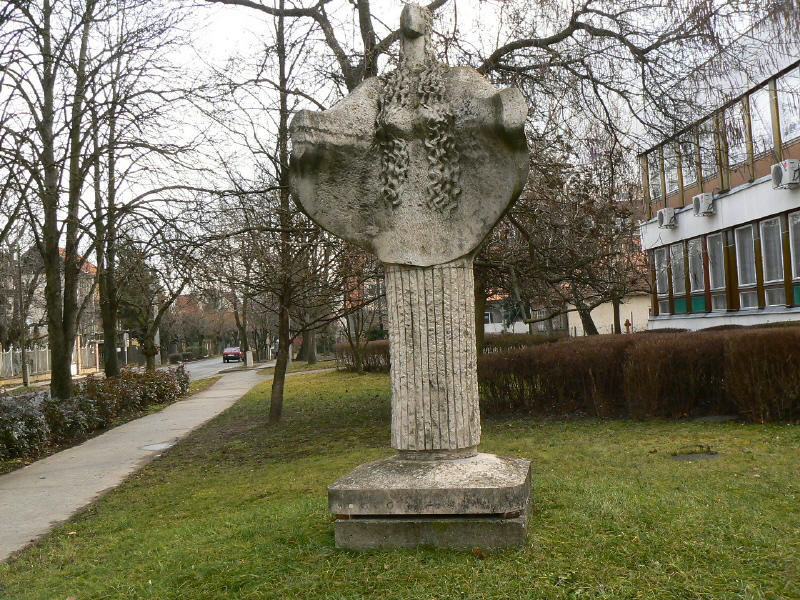
Hygieia szobor Szeged, 1983

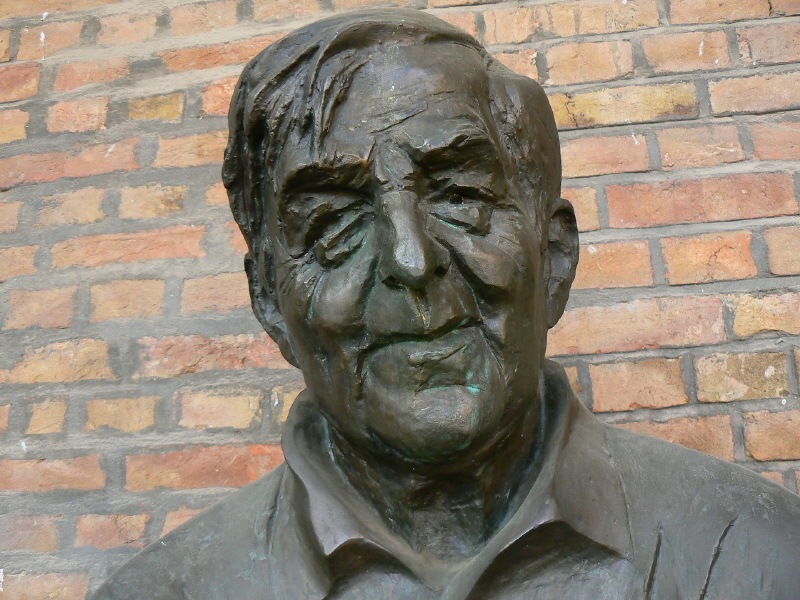
Bálint Sándor szobra Szeged Nemzeti Emlékcsarnok

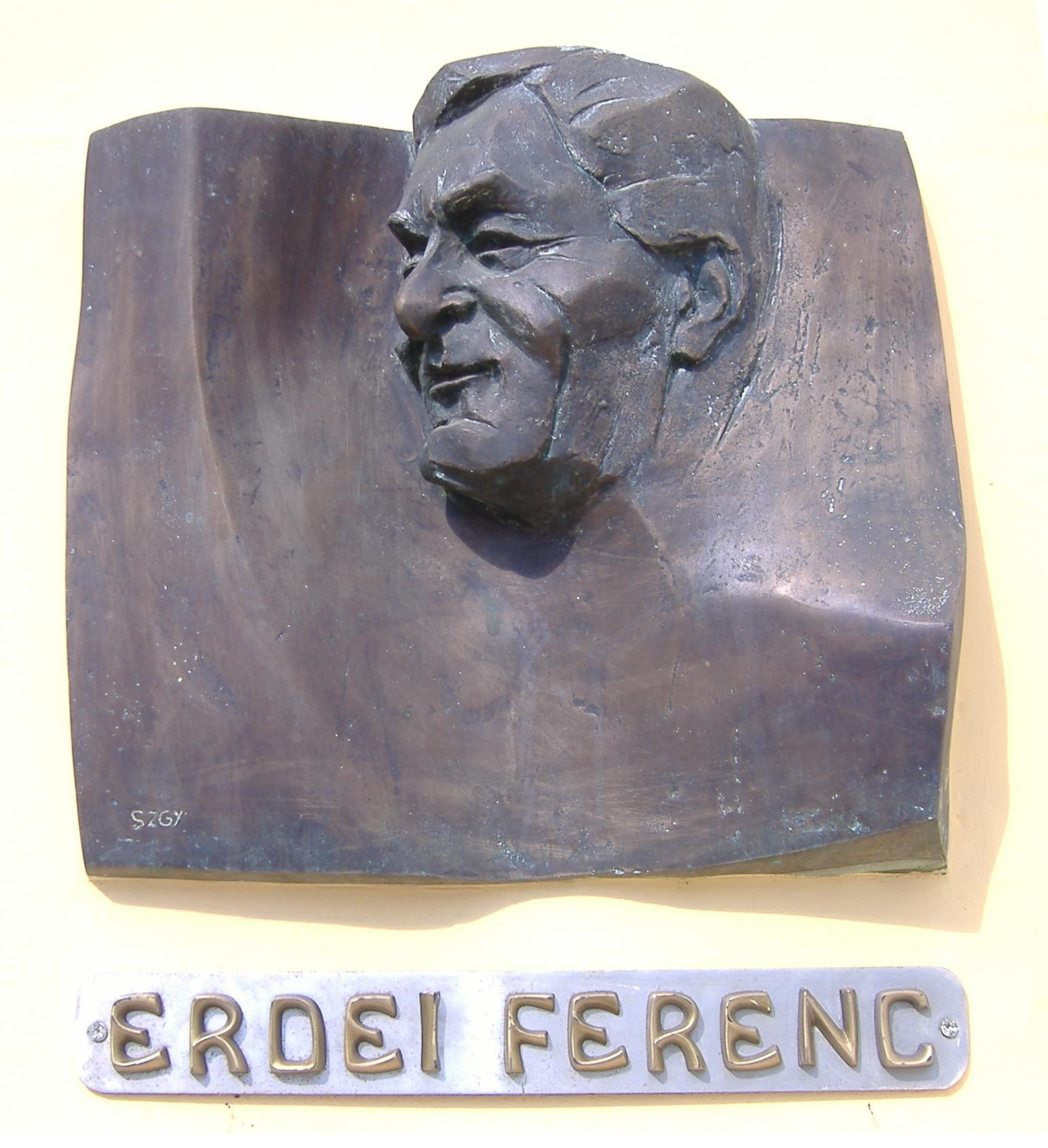
Erdei Ferenc-dombormű, Makó, Hagymaház

### Csoportos kiállítások (válogatás)
- 1965-1997 XII-44. Vásárhelyi Őszi Tárlat, Tornyai János Múzeum, Hódmezővásárhely
- 1967 Szegedi képzőművészek tárlata, Magyar Nemzeti Galéria, Budapest
- 1970-1997 Nyári Tárlatok, Szeged
- 1974-1993, 1999 IV-XIII., XVI. Országos Kisplasztikai Biennálé, Pécsi Galéria, Pécs
- 1978 IV. Budapesti Nemzetközi Kisplasztikai Kiállítás, Műcsarnok, Budapest
- 1987-1991 Országos Éremművészeti Biennálé díjazottjai, Sopron
- 1994 XIV. Nemzetközi Érem és Kisplasztikai Alkotótelep kiállítása, Nyíregyháza, Dante-kiállítás, Ravenna
- 1995 Helyzetkép-Magyar szobrászat, Műcsarnok, Budapest
- 1996 Szegedi szobrászok, Móra Ferenc Múzeum Képtára, Szeged
- 1997 Magyar Szalon '97, Műcsarnok, Budapest, Nemzetközi Érem és Kisplasztikai Alkotótelep kiállítása, Nyíregyháza
- 1999 Szög-Art Galéria, Szeged, Magyar Intézet, Párizs
- 2001 Nemzetközi Érem és Kisplasztikai Alkotótelep kiállítása, Nyíregyháza.

### Önálló kiállításai (válogatás)
- 1973. Móra Ferenc Múzeum Képtára, Szeged
- 1978. Jósa András Múzeum, Nyíregyháza, Forradalmi Múzeum, Szombathely
- 1983. Móricz Zsigmond Művelődési Központ, Szentes
- 1985. Móra Ferenc Múzeum Képtára, Szeged, József Attila Művelődési Központ, Makó
- 1992. Móra Ferenc Múzeum Képtára, Szeged

## Köztéri alkotásai (válogatás)
- 1965 Fiú kutyával, alumínium, Szeged, Béke utcai általános iskola
- 1966 Furulyázó, kő, Hódmezővásárhely, zenei általános iskola
- 1967 Ápolónő, bronz, Hódmezővásárhely
- 1969 Rákóczi Zsigmond, kő, Szerencs, várkert
- 1971 Lányok, bronz, Nyíregyháza
- 1977 Olajfúrás, mészkő, Szeged, Tarján lakótelep
- 1977 Felszabadulási emlékmű, kő, 1980, Gara
- 1981 tondók, Ópusztaszer, Nemzeti Emlékpark
- 1982 Hygieia, kő, Szeged, KÖJÁL Székház
- 1983 Ünnep, samott-porcelán dombormű, Bordány, Házasságkötő Terem
- 1984 Kós Károly, bronz, Budapest, Magyar Építőművészek Szövetsége Székház
- 1984 Kós Károly, bronz dombormű, Szeged, Dóm tér
- 1986 Fáy András, bronz büszt, Budapest, Nádor u.
- 1986 Erdei Ferenc, bronz dombormű, Makó, Hagymaház
- 1986 Fáy András, bronz, Sárospatak, Park sétány
- 1987 Fáy András, bronz dombormű, Kaposvár, OTP
- 1988 Erdei Ferenc, bronz dombormű, Szeged, Dóm tér
- 1988 Felszabadulási emlékmű, bronz, Nagymágocs, építész Borvendég Béla
- 1988 Fáy András, bronz, Szeged, OTP, Közép fasor
- 1989 Bálint Sándor, gipsz, Tápé, Általános Iskola
- 1989 Julesz Miklós, dombormű, bronz, Szeged, I. sz. Belklinika
- 1990 Liszt Ferenc, bronz dombormű, Amszterdam, Moses en Aronkerk
- 1991 Világháborús emlékmű, bronz, Kistelek, építész Borvendég Béla
- 1991 Lékai László, bronz, Leányfalu
- 1991 Kalmár László, bronz dombormű, Budapest
- 1993 Bálint Sándor, bronz, Szeged, Dóm tér
- 1994 Kulka Frigyes, bronz büszt, Szeged, Sebészeti Klinika
- 1995 Straub F. Brunó, bronz dombormű, Szeged, Temesvári körút 62. Biológiai Kutatóintézet
- 1996 Csonka Pál, bronz büszt, Budapesti Műszaki Egyetem parkja
- 1998 Kotsis Iván, bronz, Budapesti Műszaki Egyetem parkja
- 1999 Békésy György, bronz, kő, Budapest, IX. Puskás Tivadar Távközlési Technikum
- 2000 Magyari Endre, bronz, kő, Budapest, IX. Puskás Tivadar Távközlési Technikum
- 2000 Rados Jenő, bronz büszt, Budapesti Műszaki Egyetem
- 2000 Jack Knuepfer, bronz, kő, Chicago
- 2001 Varga Márton, bronz, Budapest, Varga Márton Kertészeti és Földmérési Szakképző Intézet
- 2001 Oros Kálmán, bronz büszt, Budapest, Siketek és Nagyothallók Országos Szövetsége

## Könyve
- Kompozíció a díszítőművészetben; Tankönyvkiadó, Budapest, 1977

## Díjak, kitüntetések
- 1974-1977 Derkovits-ösztöndíj
- 1975 Szegedi Nyári Tárlat fődíja
- 1977 Vas megye Tanácsának Derkovits-díja, Szombathely, 24. Vásárhelyi Őszi Tárlat
- 1977 Hódmezővásárhely, Tornyai-díj
- 1978 Munkácsy-díj
- 1987 VI. Országos Érembiennále díja, Sopron
- 1990 Szegedi Nyári Tárlat díja
- 1990, 1997 Nemzetközi Éremművészeti és Kisplasztikai Alkotótelep díja
- 1996 1956-os pályázat díjazottja, Szeged
- 1997 Szent Borbála-pályázat I. díja, MOL Rt., Szeged

## Társasági tagsága
- Magyar Képzőművészek és Iparművészek Szövetsége
- A Magyar Szobrász Társaság
- szegedi SZÖG-ART Művészeti Egyesület

## Művei közgyűjteményekben (válogatás)
- Jósa András Múzeum, Nyíregyháza
- Móra Ferenc Múzeum, Szeged
- MTA Éremtára, Budapest
- Semmelweis Múzeum, Budapest
- Szombathelyi Képtár, Szombathely
- Tornyai János Múzeum, Hódmezővásárhely.